# Європейська хартія регіонального / просторового планування
Європейська хартія регіонального / просторового планування, або Торремоліноська Хартія (англ. European regional/spatial planning Charter) — акт європейського загального законодавства щодо регіонів, який був прийнятий 20 травня 1983 року в Торремоліносі (Іспанія) в ході проведення VI Європейської конференції міністрів Ради Європи, відповідальних за регіональне та просторове планування (англ. The European Conference of Ministers responsible for regional/spatial planning).
Ця хартія лягла в основу розробки «Базових принципів стійкого просторового розвитку європейського континенту».

## Характеристика
Просторове планування визначається як географічне відображення економічної, соціальної, культурної та екологічної політики суспільства, як наукова дисципліна, адміністративна техніка та політика розвитку, як міждисциплінарний і всебічний підхід, спрямований на збалансований регіональний розвиток і фізичну організацію простору відповідно до загальної стратегії.
За хартією у центрі регіонального / просторового планування стоїть «людина та її добробут».
Мета регіонального / просторового планування «полягає в забезпеченні кожного індивідуума навколишнім середовищем та якістю життя, що сприяє розвитку його індивідуальності».
Основними характеристиками такого планування є: демократичність, всебічність, функціональність, довгострокова орієнтованість.
Фундаментальні цілі регіонального / просторового планування:
- збалансований соціально-економічний розвиток регіонів;
- поліпшення якості життя населення;
- відповідальне управління природними ресурсами та захист навколишнього середовища;
- раціональне використання землі.

Спеціальні цілі Хартії стосуються наступних областей:
- сільські райони;
- міські області;
- області кордонів;
- гірські райони;
- області із структурними слабкостями;
- області спаду;
- прибережні області та острови.